# Tomorrow
För andra betydelser, se Tomorrow (olika betydelser).
Tomorrow var ett engelskt psykedeliskt rockband, aktivt under andra halvan av sextiotalet, och idag mest ihågkommet som gruppen där gitarristen Steve Howe spelade innan han blev medlem av den progressiva rockgruppen Yes. Trots att Tomorrow aldrig nådde någon kommersiell framgång var gruppen välkänd i Londons undergroundkretsar, då den var typisk för den framväxande alternativkulturen och flower power rörelsen. Gruppen var under en period 1967, tillsammans med Pink Floyd och Soft Machine, det ledande namnet på Londons legendariska UFO Club, ett välkänt tillhåll för alternativkulturens LSD-nyttjande elit.
Gruppens första singel (och mest kända låt), "My White Bicycle", släpptes i maj 1967. Den blev aldrig en stor hit, men är idag ansedd att vara en av klassikerna inom den psykedeliska rocken. Den kombinerar en medryckande pop/rock-melodi med trippiga baklängesgitarrer och -cymbaler uppspelade på hög hastighet.
Gruppens enda studioalbum Tomorrow spelades in på Abbey Road under 1967 och släpptes i Storbritannien i februari 1968.
Sångaren Keith West fick senare framgångar som soloartist med Excerpt From a Teenage Opera.

## Medlemmar
- Keith West: sång
- Steve Howe: akustisk och elektrisk gitarr
- John "Junior" Wood: basgitarr
- John "Twink" Alder: trummor

## Diskografi
Singlar
- "My White Bicycle" / "Claramount Lake" (Parlophone R5597, maj 1967)
- "Revolution" (Hopkins/Howe) / "Three Jolly Little Dwarves" (Parlophone R5627, september 1967)

Studioalbum
- Tomorrow (Parlophone 1968)

Samlingsalbum
- 50 Minute Technicolor Dream (RPM Records|RPM 184, 1998)

Livealbum
- Live & Unreleased, 1967 (Purple Pyramide, 2001)